# Escala 1
A escala 1 ou bitola 1, é uma escala bastante conhecida na fabricação de trens de brinquedo e do ferromodelismo que era bastante popular no início do século XX, particularmente entre os fabricantes da Europa.
A bitola 1 estava padronizada. De acordo com a revista Model Railways and Locomotive de agosto de 1909 em 44.45 mm, enquanto uma escala exata de 1:32 levaria a uma bitola de 44,85 mm. 
Definições usando bitola em vez de escala, eram mais comuns no início, com quatro bitolas sendo adotadas como padrão: a No. 0 (comumente chamada bitola 0 atualmente), a No. 1, a No. 2 e a No. 3. 

## Utilização
Alguns fabricantes utilizaram essa escala em seus modelos: a Accucraft Trains na Califórnia, a Gauge One Model Railway Company na Grã Bretanha e a Aster Hobbies Ltd no Japão, a maioria movidos à lenha.
A Wrightway Rolling Stock também produziu vários modelos de trens e carros nessa escala.
A Märklin, na Alemanha, produziu vários modelos de trens que podem ser considerados da Escala 1. O seu primeiro lote foi fabricado no final da década de 1800, com trens de lâminas finas de metal. Essa linha de produtos foi descontinuada da sua linha mais popular na bitola 0.